# Edward II
Pour plus de détails, voir Fiche technique et Distribution.
Edward II est un film britannique de Derek Jarman, sorti en 1991 et inspiré de la pièce homonyme du dramaturge Christopher Marlowe.

## Synopsis
Le film reprend avec une certaine fidélité le texte de la pièce de Marlowe, mais avec une mise en scène postmoderne. L'action est transposée, mêlant des éléments de l'époque (le XIVe siècle) à des éléments du XXe siècle. Le côté théâtral est souligné par les décors. Annie Lennox, la chanteuse d'Eurythmics, fait une apparition le temps d'une chanson.
Ce film s'ouvre sur une scène homoérotique, et montre l'histoire d'amour entre le roi Édouard II d'Angleterre et son favori Pierre Gaveston, parallèlement au complot monté par sa femme, la reine Isabelle, et l'amant de cette dernière, Mortimer, pour détrôner le roi. Ce dernier est, selon la pièce, exécuté au moyen d'un charbon ardent enfoncé dans l'anus.

## Distribution
- Steven Waddington : Édouard II d'Angleterre
- Andrew Tiernan : Piers Gaveston
- Tilda Swinton : Isabelle
- Nigel Terry : Mortimer
- John Lynch : Spencer
- Dudley Sutton : l'évêque de Winchester
- Jerome Flynn : Kent
- Jody Graber : le prince Édouard
- Kevin Collins : Lightborn, le geôlier
- Allan Corduner : un poète
- Annie Lennox : une chanteuse
- Jocelyn Pook : une musicienne (violiste)

## Fiche technique
- Scénario : Derek Jarman, Stephen McBride, Ken Butler
- Réalisation : Derek Jarman
- Musique : Simon Fisher-Turner
- Photographie : Ian Wilson
- Costumes : Sandy Powell
- Durée : 90 minutes
- Couleur : couleur
- Format : 1,66:1

## Récompenses
- Coupe Volpi de la meilleure interprétation féminine pour Tilda Swinton à la Mostra de Venise 1991.
- Prix de l'Âge d'or 1991.
- Prix FIPRESCI et Teddy Award (Prix du Jury) à la Berlinale de 1992.
- Hitchcock d'or au festival du film britannique de Dinard en 1992.